# Milltown Malbay
Milltown Malbay (in irlandese: Sráid na Cathrach  che significa "strada del forte di pietra") è un piccolo centro abitato del Clare, nell'Irlanda occidentale. 
È situato a non molta distanza dai più noti paesi di Liscannor e Lahinch, oltre che Spanish Point, al centro della baia di Mal Bay, da cui prende parte del nome.